# Irritação
No contexto de biologia e fisiologia, irritação é um estado de inflamação, sensibilidade exagerada ou reação dolorosa a uma alergia ou danos no revestimento das células. O estímulo ou agente que induz o estado de irritação denomina-se irritante. Os irritantes podem ser agentes químicos, mecânicos, térmicos (calor) e radiativos, como a luz ultravioleta ou radiação ionizante.